# Эдвард Майя
Эдуард Мариан Илие (рум. Eduard Marian Ilie; род. 29 июня 1986, Бухарест, Румыния), более известный под сценическим именем Эдвард Майя (рум. Edward Maya) — румынский диджей и музыкант.

## Биография
Эдвард Майя окончил музыкальную среднюю школу имени Джорджа Энеску в Бухаресте и Бухарестскую консерваторию.
Примерно в 2006 году Майя работал со многими другими румынскими исполнителями, такими как Akcent и Вика Жигулина. Он также работал над песней «Tornerò», которую исполнил Михай Трэйстариу на конкурсе песни Евровидение-2006. Он рассказал в интервью на Beat-Town.com что эта песня «стала началом его карьеры».
Летом 2009 года Майя выпустил свой первый сингл «Stereo Love». Трек занял 2-е место в румынском чарте синглов. Позже в том же году «Stereo Love» стала международным хитом в клубах. Последовали концерты по всему миру, песня вошла в топ-5 чартов синглов в Австрии, Дании, Финляндии, Франции, Германии, Ирландии, Италии, Нидерландах, Норвегии, Испании, Швеции, Швейцарии и Великобритании. Клип на песню собрал более 455 миллионов просмотров на YouTube по состоянию на январь 2021 года.
13 мая 2010 года Майя выпустил свой второй сингл «This Is My Life». Позднее он создал свой собственный лейбл звукозаписи Mayavin Records.
Майя выпустил сингл «Desert Rain» в рождественскую ночь. В интервью он рассказал о своем туре Desert Rain, который начинался в Индии. Его четвертый сингл «Mono in Love» был выпущен 29 ноября 2012 года с участием Вики Жигулиной.